# 사모예드견

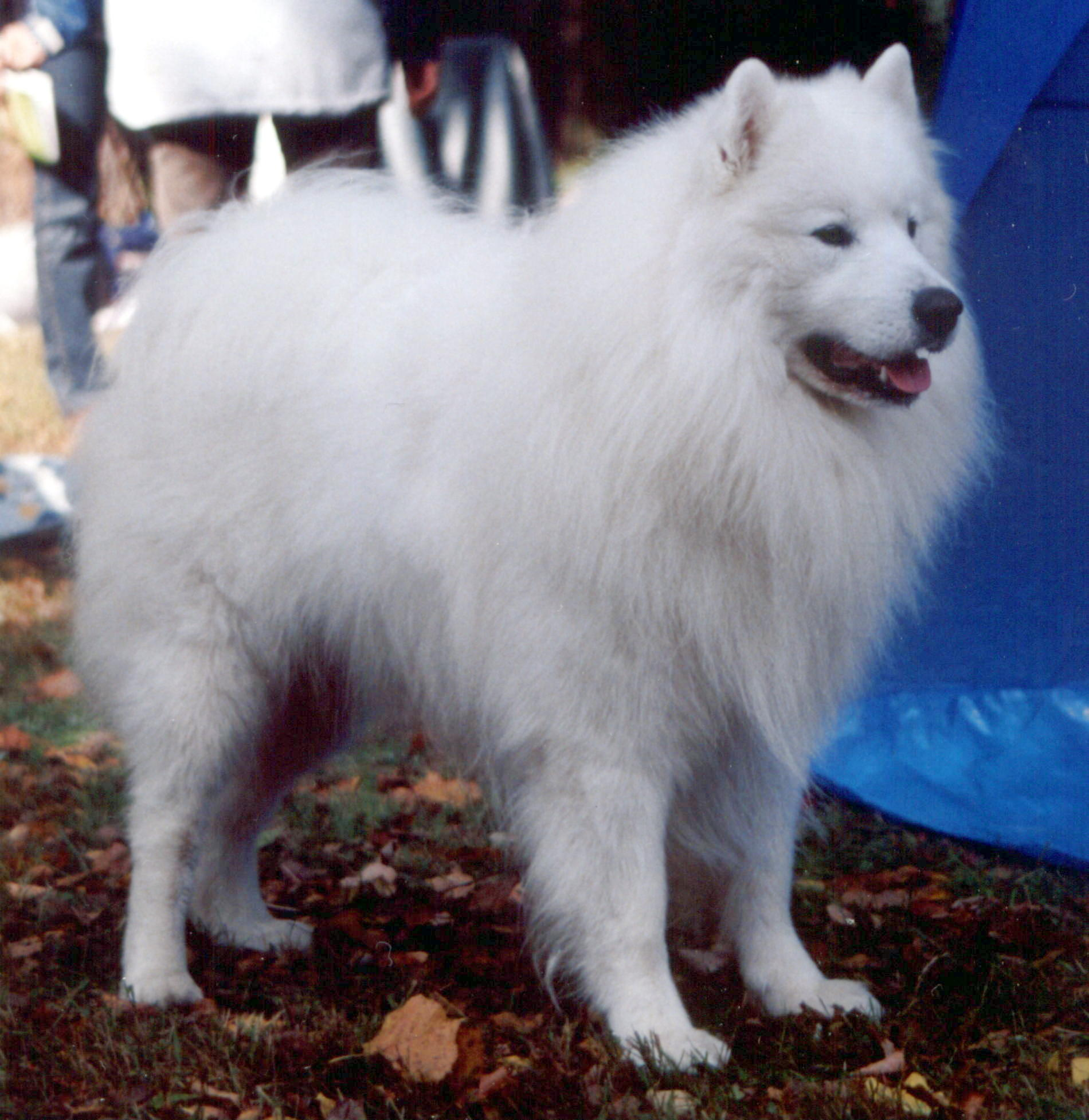
사모예드견

사모예드견(Samoyed dog)은 시베리아 원산으로 썰매용·가정용·반려용으로 많이 기른다. 북부 시베리아의 유목민 사모예드족이 옛날부터 기르던 썰매용 개로서, 부족의 이름을 따서 명명되었다. 19세기에 와서 미국과 영국의 북극 탐험가들에 의하여 발전되어 썰매를 끄는 개로서 그들과 함께 활약한 후 처음 서양 각국에 소개되었다. 우아한 용모와 대담한 성격, 썰매용으로 단련된 강력한 힘을 인정받아 세계에 알려지면서 세계의 304여개의 견종 사이에서 가장 비싼 견종이라고도 한다. 또, 이와 같이 북부 시베리아 쪽에서 살다보니 더위에 취약하며 털 빠짐에 유의해야한다.
흰백색의 털과 입 끝 부분이 살짝 올라가서 생기는 미소(Samoyed smile)가 특징이다. 이중모여서 단열과 청결을 유지하기 쉽지만 씻기가 힘들다. 몸무게 15-30kg, 어깨높이 48-58cm이다. 털은 두 가지로서 속털은 조밀하고 굵으며 양털처럼 부드러우나 표면의 털은 길고 다소 뻣뻣하며 목둘레와 앞가슴의 털은 우아하다. 털빛깔은 순백색 외에 크림색 및 담갈색도 있다.
순하고 친근하고 솔직하며, 기민하고 매우 발랄하다. 사냥 본능은 거의 없다. 그래서 공격적인 면도 없는데, 사교성이 매우 뛰어나서 경비견으로 활용할 수 없다.

## 주요 질병
신부전증에 매우 취약한 견종으로 볼 수 있다. 그 외에도, 백내장 및 당뇨병, 고혈압, 피지선염, 대퇴골 이형성증 등도 물론 취약하다.

## 대중 문화
- 아름다운 그대에게에서는 출연진과 함께 동행하는 상추는 사모예드의 품종이다.
- 여인의 향기에서도 동일 견종으로 출연하였다.

## 같이 보기
- 개
- 강아지
- 개 품종
- 신부전증
- 백내장
- 당뇨병
- 고혈압
- 피지선염